# Exército Popular Albanês
O Exército Popular Albanês (em albanês:  Ushtria Popullore Shqiptare, UPSh) foi o exército nacional da República Popular Socialista da Albânia de 1946 a 1990. Tal como os militares de outros estados comunistas, o UPSh estava sujeito ao partido governante da nação, neste caso o Partido do Trabalho da Albânia. Na verdade, como em outros estados comunistas, o Partido considerava os militares uma criação do próprio Partido.  A UPSh consistia nas Forças Terrestres, na Marinha e na Força Aérea. A milícia da UPSh eram as Forças Voluntárias de Autodefesa Popular (FVVP), e as estruturas militares afiliadas incluíam a Juventude Escolar Armada (RSHA) e a Defesa Civil da República (MCR).  Após a queda do comunismo na Albânia, a UPSh foi substituída pelas Forças Armadas Albanesas.

## História

### Primeiros anos
Depois de 1946, a Albânia tornou-se parte do Bloco Oriental e sob influência soviética. Nos seus primeiros anos, consistia em ex-partisans associados ao Exército de Libertação Nacional da Albânia (UNÇSH). A maioria das elites do partido comunista ocupava cargos elevados na UPSh. A ideologia do marxismo-leninismo foi imposta estritamente pelos comissários políticos para aumentar o controlo governamental sobre o UPSh.

### Revolução Cultural
A partir de 1º de maio de 1966 (Dia Internacional dos Trabalhadores), as fileiras militares foram alteradas para as fileiras do Exército de Libertação do Povo Chinês (ELP) durante a Revolução Cultural e Ideológica. Uma das coisas que mudou no período foi que o papel do comandante militar foi menor devido ao papel dos comissários políticos.

### Relações militares estrangeiras
Antes de 1948, o UPSh era fortemente financiado pela Iugoslávia. Após o declínio das relações entre os dois países, a Albânia recorreu à União Soviética em busca de ajuda militar. Em 1960, à medida que se desenrolava a ruptura sino-soviética e a ruptura albanesa-soviética, o UPSh mudou a sua aliança militar das Forças Armadas Soviéticas para o ELP. Preocupados com o facto de o primeiro-ministro Nikita Khrushchev e o presidente Leonid Brezhnev estarem a liberalizar a sua abordagem de política externa para a Jugoslávia e depois de condenarem a invasão da Tchecoslováquia pelo Pacto de Varsóvia, o UPSh retirou-se inteiramente da aliança militar do Pacto de Varsóvia liderada pelos soviéticos em nome do país.  

### Queda do comunismo
Em fevereiro de 1991 durante uma reunião de comunistas linha-dura na academia militar local surgiram rumores de um possível golpe de estado por parte da UPSh o que resultou numa multidão pró-democracia reunida em frente à escola levando os soldados a disparar contra civis matando quatro.  
Em 1991, o sistema de classificação nativa foi restabelecido sob o presidente Ramiz Alia. 

## Liderança
Comandante em chefe:
- Enver Hoxha (8 de novembro de 1941 – 11 de abril de 1985)
- Ramiz Alia (13 de abril de 1985 – 4 de maio de 1991)

Ministros da Defesa Popular:
- Enver Hoxha (22 de outubro de 1944 – 1 de agosto de 1953)
- Beqir Balluku (1 de agosto de 1953 - 29 de outubro de 1974)
- Mehmet Shehu (29 de outubro de 1974 - 26 de abril de 1980)
- Kadri Hazbiu (26 de abril de 1980 - 14 de outubro de 1982)
- Prokop Murra (14 de outubro de 1982 - 9 de julho de 1990)
- Kiço Mustaqi (9 de julho de 1990 - 12 de maio de 1991)
- Ndriçim Karakaçi (12 de maio de 1991 - 11 de junho de 1991)
- Ndriçim Karakaçi (11 de junho de 1991 - 18 de dezembro de 1991)

Chefe do Estado-Maior General:
- Spiro Moisiu (24 de maio de 1944 - agosto de 1946)
- Mehmet Shehu (agosto de 1946 - 28 de janeiro de 1948)
- Beqir Balluku (28 de janeiro de 1948 - novembro de 1952)
- Petrit Dume (1952–1954)
- Arif Mema Hasko (1954–1956)
- Petrit Dume (1956 – julho de 1974)
- Sami Meçollari (julho de 1974 - dezembro de 1974)
- Veli Llakaj (1974 – 13 de outubro de 1982)
- Kiço Mustaqi (13 de outubro de 1982 – fevereiro de 1991)

O Primeiro Secretário do Partido do Trabalho da Albânia era o Comandante-em-Chefe de facto do UPSh, apesar do papel de chefe das forças armadas de uma nação ser tradicionalmente atribuído ao chefe de estado ou chefe de governo. De acordo com a Constituição albanesa de 1976, a Assembleia Popular (a legislatura unicameral) tinha autoridade final para declarar o estado de emergência ou guerra. Pela mesma constituição, ao cargo de Primeiro Secretário foi atribuído o título de Comandante-em-Chefe da UPSh e Presidente do Conselho de Defesa.  O ministro da defesa era tradicionalmente um dos dois vice-primeiros-ministros e membro do Politburo do PPSH. 

## Componentes
A força combinada da UPSh em 1990 era de 48.000 soldados, metade dos quais eram recrutas, com mais de 375.000 aptos para o serviço.  
O UPSh tinha a seguinte estrutura:  
- Unidade Operacional Estratégica do I-Exército:
  - Primeiro Corpo da Guarda Costeira em Fier
  - Segundo Corpo de Infantaria em Gjirokastra
  - Terceiro Corpo de Infantaria em Korça
  - Quarto Corpo da Guarda Costeira em Tirana
  - Quinto Corpo de Infantaria em Pukë
  - Sexto Corpo de Infantaria em Tirana
  - Sétimo Corpo de Infantaria em Burrel
  - Oitavo Corpo de Infantaria em Elbasan
  - Nono Corpo de Infantaria em Shkodra
- Comando de Defesa Aérea em Tirana
- Comando da Aviação de Combate em Tirana
- Comando da Frota de Combate em Tirana
- Comando da cidade de Tirana
- Comando da Ilha Sazan
- 5 bases de abastecimento do exército
- II-Unidades Operacionais Estratégicas do Exército
  - 74 Brigadas de Infantaria
  - 19 Brigadas de Assalto
  - 13 Brigadas de Artilharia
  - 23 Regimentos de Artilharia Antiaérea
  - 3 Brigadas de Engenheiros
  - 1 Brigada de Detecção
  - 6 regimentos antitanque
  - 4 regimentos de artilharia costeira
  - 5 regimentos de aviação
  - 1 Regimento de Mísseis Antiaéreos
  - 1 Regimento de Defesa Química
  - 1 Regimento de Detecção de Rádio
  - 1 Regimento de Inteligência Eletrônica
  - 8 Brigadas Juvenis Escolares
  - 5 Brigadas Juvenis Universitárias
  - 6 Brigadas de Forças Voluntárias

### Forças terrestres

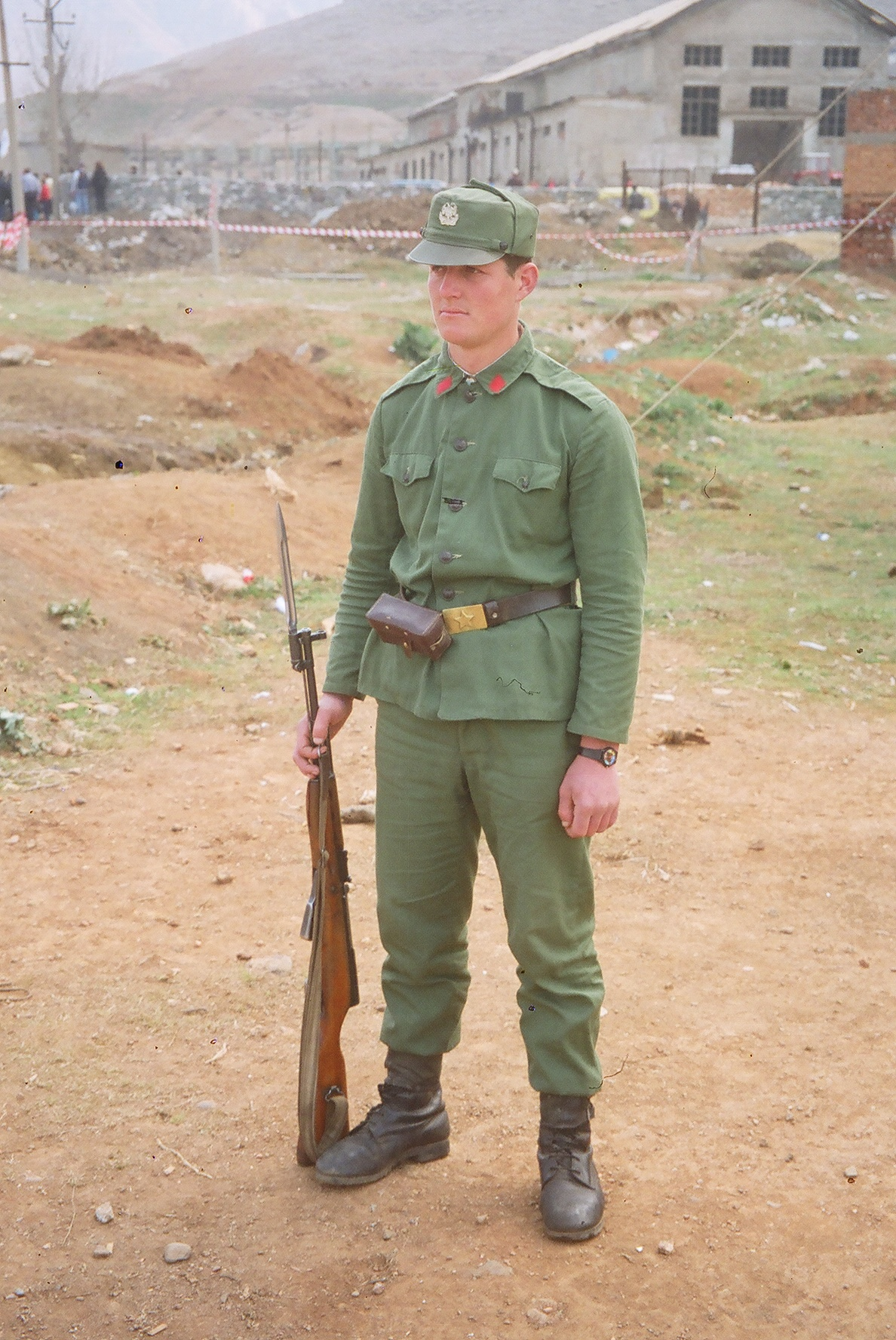
Um soldado do UPSh.

O maior ramo eram as forças terrestres, que ocupavam três quartos do UPSh. A maior parte de seu equipamento era armamento soviético, doméstico e chinês. As brigadas de infantaria careciam de mecanização, operando apenas cerca de 130 veículos blindados. As unidades do Exército eram vulneráveis ao ataque de caças-bombardeiros modernos. Por ser baseado no modelo original de guerra partidária de infantaria, 75% das forças regulares e quase todos os membros das reservas foram treinados em infantaria.  Na década de 1980, o número de brigadas de infantaria nas forças terrestres foi reduzido de oito para quatro e passou de unidades totalmente tripuladas para a mobilização de soldados de reserva. Cada brigada de infantaria consistia em três batalhões de infantaria e um batalhão de artilharia levemente equipado, enquanto as forças blindadas consistiam em uma brigada de tanques. As forças de artilharia foram aumentadas de um para três regimentos durante a década de 1980, com seis batalhões de artilharia costeira sendo mantidos em pontos estratégicos ao longo do litoral do Mar Adriático. 

### Marinha
A Marinha UPSh era o segundo ramo e era exclusivamente das forças de defesa costeira do país. Em 1945, um estaleiro foi construído em Durrës para reparar os navios restantes da Albânia. Em 1954, uma unidade de torpedeiros foi estabelecida na Ilha Sazan e uma unidade de submarinos foi estabelecida em 1958. Na década de 1960, a Base Pasha Liman, que era a principal base marítima do país,  foi abandonada pelos soviéticos,  dando à Marinha Albanesa o controle total da área. As forças navais contavam com cerca de 2.000 homens, sendo quase metade recrutados. As embarcações de patrulha incluíam seis canhoneiras costeiras rápidas Shanghai-II de fabricação chinesa e dois barcos de patrulha soviéticos mais antigos Kronshtadt-class. 

### Força Aérea
A Força Aérea da UPSh foi fundada em abril de 1952 e contava com 11.000 efetivos. A missão da Força Aérea era repelir o inimigo nas fronteiras do país e defender o espaço aéreo nacional. Em 1970, o UPSh mudou de aeronaves de fabricação soviética para aeronaves de fabricação chinesa, que os albaneses usariam apenas por um curto período de tempo antes do colapso das relações entre a Albânia e os chineses, o que, como resultado, tornou a manutenção ainda mais difícil, já que o UPSh dependia de aviões soviéticos. /Especialistas chineses com mais experiência em tecnologia militar. O número de incidentes aéreos mortais envolvendo MiGs de fabricação soviética começou a aumentar apesar dos esforços iniciais albaneses, todos os quais custaram a vida de 35 pilotos albaneses de 1955 a 2005. O combustível de aviação para estes aviões também começou localmente, sendo a primeira tentativa em 1961, quando a fábrica de Kuçova produziu o querosene especial para aviões a jato denominado TSI. Essas tentativas foram notavelmente de baixa qualidade, com o combustível encurtando a vida útil dos motores a jato.  Em 1990, a Força Aérea contava com 200 jatos e 40 helicópteros e quatro aviões de transporte Il-14.

### Outras unidades

#### Sigurimi
A Direcção de Segurança do Estado (Sigurimi) era a versão albanesa do KGB soviético responsável pela segurança do Estado, inteligência e polícia secreta. Apesar de ser um serviço independente, ainda tinha afiliação ao UPSh. Dos seus 30.000 oficiais, aproximadamente 7.500 deles foram designados para a UPSh. A sua precursora, a Divisão de Defesa do Povo, foi formada em 1945 por Haxhi Lleshi como uma força de segurança interna uniformizada composta por combatentes da resistência confiáveis. Em 1989, a divisão contava com uma organização de cinco regimentos de infantaria mecanizada. Em ambas as suas existências, foram responsáveis pela execução e prisão de mais de 600 oficiais da UPSh e pela neutralização de um golpe de estado militar.

#### Guarda Republicana
A Guarda Republicana da UPSh foi criada após a Segunda Guerra Mundial como o Batalhão Especial do Estado-Maior General da Divisão de Defesa Popular (DMP). Em 1951, foi transferido para o Ministério de Assuntos Internos da Albânia, que o encarregou de garantir a segurança de altos funcionários do Estado e de desempenhar funções públicas. Com o passar dos anos, o batalhão e, em 1976, tornou-se o Regimento da Guarda Republicana. Em 4 de fevereiro de 1984, o Presidium da Assembleia Popular concedeu a "Ordem da Bandeira Nacional" ao Regimento da Guarda Republicana. Tem continuidade na moderna Guarda Republicana. 

#### Forças Voluntárias de Autodefesa Popular
As Forças Voluntárias de Autodefesa Popular (em albanês:  Forcat Vullnetare të Vetëmbrojtjes Popullore, FVVP) auxiliou o UPSh em operações de combate na frente. Após a Conferência de Peza, todas as grandes aldeias viram o estabelecimento de destacamentos territoriais. Após a guerra, sua estrutura foi refinada no UPSh. Todos os homens e mulheres fisicamente aptas (exceto jovens escolares ou jovens veteranos) participaram. Eles foram treinados na posse de armas e na aquisição de táticas militares e de guerra partidária. Em 1977, o Conselho de Defesa aprovou o seguinte para o FVVP: 11 Brigadas (das quais 3 estavam em Tirana), 1 brigada em Gjirokastra, Vlora, Fier, Berat, Elbasan, Durrës, Korca e Shkodra. Isso fez com que o número de unidades voluntárias totalizasse 110, aumentando seu efetivo de 175 mil para 265.512, dos quais 39.672 eram homens.  

## Características
Após a Segunda Guerra Mundial, quando o regime de Enver Hoxha tomou o poder, as fileiras militares mudaram radicalmente na aparência e na nomenclatura. O projeto original das fileiras do UPSh veio da União Soviética e do Bloco Oriental. Em maio de 1966, as fileiras militares foram abolidas após a divisão sino-soviética, passando para o exemplo chinês. Tal como todos os outros ramos do estado, os militares foram subjugados ao controlo do Partido do Trabalho da Albânia, sendo todos os oficiais militares de alta patente membros do escalão superior do PPSH. O sistema político foi reforçado pela introdução de comissários políticos semelhantes ao Exército Vermelho Soviético nas forças armadas para promover uma extensa educação política juntamente com o treinamento militar regular. Para aumentar ainda mais o seu controlo político, o PPSH alargou o sistema de recrutamento, recrutando no UPSh pessoal de algumas áreas rurais albanesas que eram extremamente leais ao Estado. 
Em termos de cultura, a UPSh tomou medidas para se diferenciar do Exército Soviético ou do Exército de Libertação Popular no final da década de 1960. O Exército Popular usou um tipo diferente de saudação militar para prestar honras ao pessoal de alto escalão. Conhecida como Saudação Hoxhaista, envolve soldados fechando o punho direito e levantando-o até a altura dos ombros. Substituiu a saudação Zogista, que foi usada pelo Exército Real Albanês sob o regime de Zog I da Albânia. Na década de 70, o UPSh utilizou um uniforme de gala semelhante ao da RPC e da URSS na década de 1930. Um boné pontiagudo semelhante ao tipo 65 chinês foi usado em todo o caminho para o pessoal de terra e oficiais da marinha até 1991, enquanto os bonés de marinheiro eram usados pelos subalternos da Marinha. 

### Símbolos

Insígnias da Força Aérea Albanesa (1946–1992)
(1946–1958)
(1958–1960)
(1960–1992)
(1960–1992)
Bandeira, pintura de cauda (1946–1960)

Insígnias Navais (1946-1992)
Insígnia Naval (1946–1954)
Insígnia Naval (1954–1958)
Insígnia Naval (1958–1992)

Outras insígnias (1946-1992)
Insígnia Estadual (1958–1992)
Insígnia da Guarda Costeira (1958–1992)

### Bunkers

Um diagrama de um plano de casamata.

O UPSh foi a principal responsável pela manutenção dos vários bunkers que foram construídos por ordem do governo Hoxha. Eles foram construídos durante um período de 19 anos, de 1967 a 1986, com um total de 173.371 bunkers (casamata) de concreto concluídos em todo o país até 1983.  Coincidiu com a política de "bunkerização" (bunkerizimi) de Hoxha, que resultou na construção de bunkers em todos os lugares, desde passagens nas montanhas até ruas da cidade. Eles foram construídos em todos os locais estrategicamente viáveis, desde montanhas até o funcionamento interno de vilas e cidades. Hoxha fez isto para dar ao UPSh a capacidade de defender o país de qualquer ameaça externa, especialmente o Exército Popular Iugoslavo e alianças como OTAN e/ou o Pacto de Varsóvia, alertando que "Se afrouxássemos a nossa vigilância, mesmo que por um momento, ou atenuassemos nossa luta contra nossos inimigos, eles atacariam imediatamente como a cobra que morde você e injeta seu veneno antes que você perceba." 
O Coronel Joseph Zagali, engenheiro-chefe do Ministério da Defesa da Albânia durante o período bunkerizimi, foi responsável pela criação e manutenção dos bunkers e elaborou a maioria dos projetos para as estruturas, todas elas em sua maioria cúpulas. moldado. Embora o governo gastasse uma grande quantia de dinheiro nos vários bunkers, tinha pouco valor militar comparado a um exército profissional organizado, com um comentarista apontando as falhas do projeto, dizendo: "Quanto tempo um homem em cada bunker poderia aguentar? ? Como você reabasteceria cada bunker individual? Como eles se comunicariam entre si?".  O Ministro da Defesa e membro do Politburo do PPSH, General Beqir Balluku, criticou publicamente o sistema num discurso de 1974 e contestou a noção de que a Albânia estava sob ameaça dos seus vizinhos, o que resultou na sua acusação de tentativa de golpe de estado, prisão e execução dentro um ano daquele discurso.  

### Doutrina militar
Hoxha baseou toda a doutrina militar do UPSh nas acções da resistência albanesa durante a Segunda Guerra Mundial  e no facto de a Albânia ter sido um dos dois únicos países europeus que se libertaram sem a intervenção direta de tropas estrangeiras. Ao contrário da estratégia dos Partidários baseada na guerra de guerrilha baseada nas montanhas, o UPSh e Hoxha como comandante-chefe pretendiam utilizar apenas os recursos do UPS para defender a integridade e soberania nacional da Albânia "a todo custo". 

### Educação militar
Durante o período socialista, os serviços secretos expurgaram indivíduos e ex-alunos notáveis das academias militares ocidentais, especialmente aqueles na Itália Fascista de 1927 a 1939, devido à ocupação da Albânia por aquele país durante a Segunda Guerra Mundial. A UPSh frequentemente enviava pessoal para a União Soviética, especificamente para a Academia Militar do Estado-Maior General das Forças Armadas da URSS em Moscou, para cursar uma educação militar superior. Depois que os albaneses se retiraram do Pacto de Varsóvia em 1968, todo o pessoal do UPSh regressou à Albânia. Os ex-alunos dessas academias também seriam expurgados, incluindo os seguintes:
- Tenente General Beqir Balluku, ex-Ministro da Defesa
- Contra-almirante Teme Sejko, comandante da marinha albanesa na década de 1950.

Os seguintes estabelecimentos de ensino funcionavam no país: 
- Escola Unida de Oficiais Enver Hoxha, estabelecida na República Socialista Popular em 1945 como a principal escola militar do país (foi fechada no início da década de 1990 para ser convertida em uma academia de ensino superior)
- Escola Secundária Militar Skanderbeg
- Academia Militar Mehmet Shehu (a academia militar da UPSh)
- 3 escolas para oficiais da reserva
- Escola de Oficiais de Aviação, desde sua criação em Vlora, em 1962, operou dois esquadrões de Yak-18 para fins de treinamento. [36]
- Escola de Oficiais da Marinha, com sede em Vlora, foi fundada em 1961.

## Equipamento
Os equipamentos do UPSh careciam de modernização. A artilharia soviética e chinesa no inventário das forças terrestres foi rebocada em vez de autopropulsada. Os soviéticos já tentaram ameaçar os albaneses com a força, com o Comandante Supremo das forças do Tratado de Varsóvia e o Ministro da Defesa soviético Andrei Grechko comentando a uma delegação albanesa da UPSh que eles não conseguiriam um acordo prévio sobre equipamento militar, dizendo: "Você está apenas em pelo menos, por enquanto, o Pacto de Varsóvia." 

### Equipamentos pessoais
- Uniforme de campo M43/58 Gymnastyorka
- Macacão M44 TTsMKK
- Sistema de transporte de carga M43/58
- Equipamento de peito do rifle Kalashnikov
- Capacetes
  - SSh-40
  - Hełm wz. 50
  - SSh-60
  - M33
- Botas Kirza

### Armas
- TT-33 7,62×25mm
- Pistola Makarov 9×18mm
- PPSh-41 7,62×25mm
- SKS 7,62×39mm – produzido localmente como ASh-56
- AK-47
- Fuzil de assalto tipo 63
- AKM – produzido localmente como ASh78-1. A cópia do AKMS é chamada ASh-82.
- Fuzil de assalto Type 56
- RPK 7,62×39mm – produzido localmente como ASh78-2. Uma variante de rifle de atirador também é produzida e é semelhante ao ASh78-2, mas possui uma mira telescópica e é conhecida como ASh78-3.
- Metralhadora RPD 7,62 × 39 mm
- Rifle de precisão Dragunov 7,62 × 54mmR
- Metralhadora PK 7,62 × 54mmR - versão pré-1969
- Metralhadora Degtyaryov 7,62×54mmR
- DShK 12,7×108mm
- RPG-2
- RPG-7
- RPG Type 69
- HN-5
- Morteiro M1943

### Veículos blindados de transporte de pessoal (APCs)
- BTR-40
- BTR-50
- BTR-152
- BRDM-1
- Type 63

### Tanques médios
- T-34
- T-54/T-55

### Principais tanques de batalha
- Type 59

### Tanques leves
- Type 62
- Type 59

### Arma autopropulsada leve
- SU-76

### Artilharia
- Obuseiro  de 152 mm M1937 (ML-20)
- Obuseiro de 152 mm M1943 (D-1)
- Obuseiro rebocado de 152 mm M1955 (D-20)[38]
- Canhão de campo rebocado de 130 mm M1954 (M-46)
- Obuseiro de 203 mm M1931 (B-4)
- Obuseiro de 122 mm M1938 (M-30)
- Canhão de campo type 60 de 122 mm

### Aeronaves
- Harbin Z-5[39][40]
- Lisunov Li-2
- Mikoyan-Gurevich MiG-15 [41]
- Shenyang J-6
- Shenyang j-7

## Confrontos e operações militares
- Incidente no Canal de Corfu
- Operação Valiosa (1949–1945)
  - Emboscadas na costa albanesa de 1950 (setembro e novembro de 1950)
- Incidente de Gramos (24 de maio de 1950)
- Incursão da Força Aérea dos Estados Unidos em 1957 no espaço aéreo albanês (23 de dezembro de 1957)
- Ruptura albanesa-soviética
  - Incidente de Vlora (março de 1961)
  - Expulsão dos soviéticos da Albânia (1961-1964)
- Incidente com aeronave Albânia-Iugoslávia (1967) (17 de julho de 1967)
- Guerra do Vietnã (década de 1970)